# 남주홍
남주홍(南柱洪, 1952년~ )은 대한민국의 대학 교수이자 정치인이다. 전라남도 순천시 출신이며, 본관은 의령이다. 국가정보원 제1차장을 역임하였다. 2008년 이명박 정부의 초대 통일부 장관 후보자에 내정되었다가 공직자 윤리 및 도덕성 자질 논란으로 무산되었다.

## 생애
남주홍은 1952년 전남 순천에서 출생하였으며 덕수상업고등학교를 졸업하였다. 건국대학교 정치외교학과를 졸업하고 영국 런던대학교에서 국제정치학 박사를 받았다. 교육 경력으로는 경기대학교 정치전문대학원 원장, 미국 하버드 대학교 국제문제연구소 연구위원회 위원 등을 지냈다. 공직 경력으로는 국방대학교 국방대학원 교수 1993년 안기부(국가안전기획부) 안보통일보좌관, 1995년 민주평화통일자문회의 사무차장 등을 역임하였고 교육 경력으로는 경기대학교 교수를 지냈다. 2007년 12월 이명박이 제17대 대통령에 당선되자 2007년 12월부터 2008년 2월까지 제17대 대통령당선자 대통령직 인수위원회 정무분과 인수위원을 지내기도 했다.
2008년 2월 통일부 장관에 내정되었으나 공직자 윤리 및 도덕성 자질 논란으로 집중공세를 받고 통일부장관 내정자로 사퇴하였다.

## 경력
- 2019.3 : 자유한국당 당대표 특별보좌역
- 2012.5 : 국가정보원 1차장
- 2011 ~ 2012.5 : 주캐나다 대사관 대사
- 2009.12 : 외교통상부 국제안보대사
- 국가정보원 특별보좌관
- 2007.12 ~ 2008.2 : 대통령직인수위원회 정무분과위원회 인수위원
- 미국 하버드대학교 국제문제연구소 연구위원회 위원
- 2003.9 ~ 2005.5 : 제5대 경기대학교 정치전문대학원 원장
- 2002.3 ~ 경기대학교 정치전문대학원 교수
- 1998.9	: 경기대학교 통일안보대학원 교수
- 1995.12 : 민주평화통일자문회의 사무처 사무차장
- 1993.2 ~ 1995.12 : 국가안전기획부 안보통일 보좌관

## 평가
그가 통일부 장관 후보자로 내정됐을 때 정치 정파의 이해관계에 따라 평가가 극단적으로 갈리는 현상이 나타났다. 6·15공동선언실천 남측 본부의 논평은 최근 그는 6·15남북공동선언을 ‘대남공작문서’에 비유했다며 한국의 네오콘으로 비판받는 인물이 통일정책을 장악한다는 것은 시대착오적이다라고 비판했다. 반면 우익 진영의 전 월간조선 편집장 조갑제 기자는 자신이 운영하는 ‘조갑제닷컴’에 ‘김정일의 천적 남주홍’이라는 제목의 칼럼을 내고 “그는 김정일 정권의 본질을 꿰뚫고, 원칙적 입장을 견지해온 세칭 강경파”라면서 “이명박 정부에 희망이 보인다”고 평가하였다.
그러나 우파측 인사인 김용갑 의원은 좌파 정권에 비판한것 이외에도 결격 사유를 갖고 있다는 비판을 하기도 했다.

## 저서
- 《통일은 없다》(랜덤하우스중앙, 2006)

## 같이 보기
- 조갑제
- 김영삼